# Chanteur des bas-fonds
Pour les articles homonymes, voir The Street Singer.
Pour plus de détails, voir Fiche technique et Distribution.
Chanteur des bas-fonds (The Street Singer) est un film britannique réalisé par Jean de Marguenat sorti en 1937.

## Fiche technique
- Titre français : Chanteur des bas-fonds[1]
- Titre alternatif : The Street Singer ou Interval for Romance
- Réalisation : Jean de Marguenat
- Scénario : Reginald Arkell, Paul Schiller, Jean de Marguenat
- Photographie : Henry Harris
- Lieu de tourage : Pinewood Studios
- Musique : Rawicz and Landauer, Lew Stone
- Montage : Douglas Myers
- Durée : 86 minutes
- Date de sortie : 
  - Royaume-Uni : 15 novembre 1937
  - France : 28 janvier 1938[1]

## Distribution
- Arthur Tracy : Richard King
- Arthur Riscoe : Sam Green
- Margaret Lockwood : Jenny Green
- Hugh Wakefield : Hugh Newman
- Emile Boreo : Luigi
- Ellen Pollock : Gloria Weston
- Wally Patch : policier
- Ian McLean : Inspecteur
- John Deverell : James
- Rawicz and Landauer
- Lew Stone et son orchestre